# 欧州品質改善システム

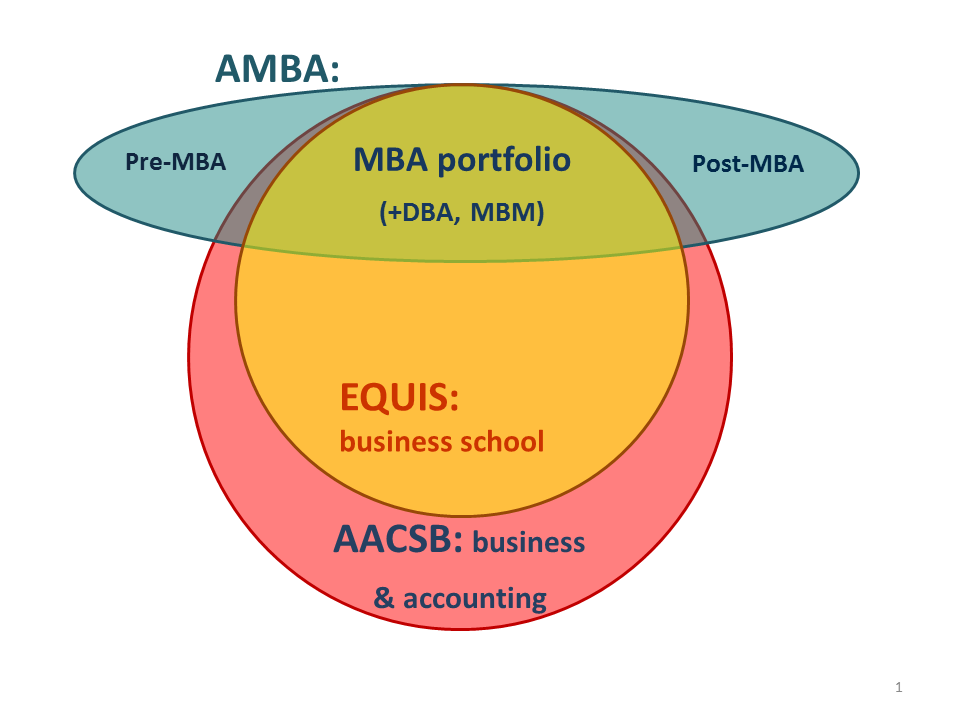
AACSB, EQUIS, AMBAそれぞれの領域

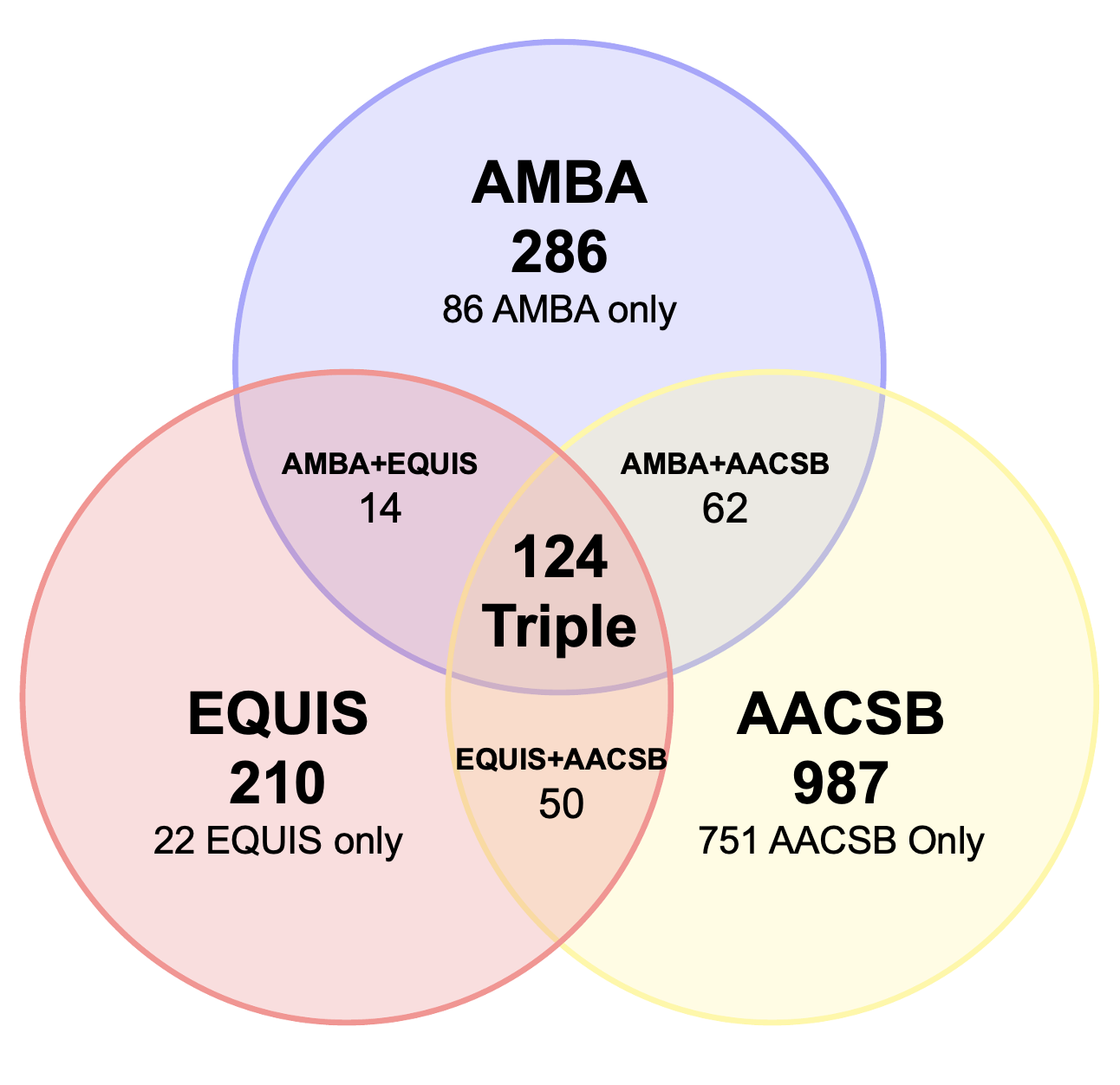
2023年06月時点、複数の認証を受けている学校の数

欧州品質改善システム（EFMD Quality Improvement System、EQUIS）とは、非営利団体欧州経営開発財団（EFMD：European Foundation for Management Development）により運営される教育アクレディテーション制度である。経営、経営学に関する高等教育機関に特化している 。 2023年11月の時点で、EQUISは215のビジネススクール、40の国において発行されている。EFMDはEQUISのほかにEPAS（EFMD Programme Accreditation System）も発行。EQUISが教育機関全体（ビジネススクール）に対して与えられるのに対して、EPASは所定の基準を満たした教育課程に発行する認証。
AMBA、AACSBの２つと合わせて3大アクレディテーション機関を構成する。これら3つすべてを取得した学校をトリプルクラウン校（Triple Crown accreditation）と呼ぶ。

## 歴史
EQUISは1997年にGordon Shentonにより創設された。現在の理事長は Michael Osbaldeston。過去17年間に、149の施設と40の国において事業を行ってきた。

## アジア太平洋地区認証校

### EQUIS
日本
- EQUIS認証を取得しているビジネススクールは3校。慶應義塾大学ビジネススクールのEQUISは失効した。[5]

| 認証取得校                    | 初回取得年度 | ステータス     |
| ----------------------------- | ------------ | -------------- |
| 早稲田大ビジネススクール      | 2019年       | 2022年まで継続 |
| 名商大ビジネススクール        | 2021年       | 2024年まで継続 |
| 京都大学大学院 経営管理大学院 | 2023年       | 2026年まで継続 |

### EPAS
日本
- 明治大学ビジネススクールが2018年にEPASを初めて獲得。

| 認証取得校                               | 初回取得年度 | ステータス       |
| ---------------------------------------- | ------------ | ---------------- |
| 明治大学ビジネススクール                 | 2018年       | 2024年まで継続中 |
| 青山学院大学大学院国際マネジメント研究科 | 2022年       | 2025年まで継続中 |

## 類似の組織
- Association of MBAs (AMBA)
- Association to Advance Collegiate Schools of Business (AACSB)